# 尼尔·戈尔德施密特
尼尔·爱德华·戈尔德施密特（英語：Neil Edward Goldschmidt，1940年6月16日—2024年6月12日）为美国俄勒冈州商人及民主党籍政治人物，曾担任地方、州以及联邦官职长达三十年之久。戈尔德施密特曾先后担任美国运输部长以及俄勒冈州州长，被视为俄勒冈州最有权势及影响力的政治人物。不过后来他在1973年担任波特兰市市长期间强奸未成年少女一事东窗事发，对其仕途造成了沉重的打击。
戈尔德施密特先是于1970年成为波特兰市议会议员，后于1972年成为该市市长，是全美所有主要城市中最为年轻的市长。他在任内推动了波特兰市中心的复兴，并取消建设有争议的胡德山高速公路转而建造波特兰轻轨，对波特兰一带的交通规划政策产生了重要影响。美国总统吉米·卡特于1979年任命他为运输部长，此后他一直担任这项职务直至卡特总统任期结束。戈尔德施密特在其任内致力于振兴美国汽车产业，并放开了多项政府管制措施。卸任后，戈尔德施密特又进入耐克公司担任了数年高管。